# Río San Sebastian
Der Río San Sebastian, alternative Schreibweise: Río San Sebastián, ist ein 15 km langer linker Nebenfluss des Río Marañón, linker Quellfluss des Amazonas. Er durchquert den äußersten Osten der Provinz Santiago de Chuco in der Region La Libertad in West-Peru. Die Gesamtlänge einschließlich Quebrada Pijobamba und Quebrada Cuanida beträgt 32,5 km.

## Flusslauf
Der Río San Sebastian entsteht 3,5 km nordwestlich von Sitabamba am Zusammenfluss der Quebrada Cochas (links) und der Quebrada Pijobamba (rechts) auf einer Höhe von etwa 2620 m. Der Río San Sebastian durchquert den Distrikt Sitabamba in überwiegend östlicher Richtung. Dabei fließt er in einer engen Schlucht durch das Bergland der peruanischen Westkordillere und mündet schließlich auf einer Höhe von etwa 1483 m in den Río Marañón.

## Quellflüsse
Die Quebrada Cochas ist der etwa 11,5 km lange linke Quellfluss des Río San Sebastian. Sie entspringt (⊙) im Osten des Distrikts Sarín in der Provinz Sánchez Carrión auf einer Höhe von etwa 4120 m. Sie fließt in südlicher Richtung. Bei Flusskilometer 4,5 befindet sich die Ortschaft Cochas unweit des rechten Flussufers.
Die Quebrada Pijobamba ist der etwa 15 km lange rechte Quellfluss des Río San Sebastian. Sie entspringt (⊙) an der südlichen Grenze des Distrikts Sitabamba auf einer Höhe von etwa 4270 m. Sie fließt anfangs 9,5 km nach Norden. Bei Flusskilometer 7,5 passiert der Fluss die am linken Flussufer gelegene Ortschaft Pijobamba. Bei Flusskilometer 7 trifft die 10,5 km lange Quebrada Cuanida von Westen kommend auf die Quebrada Pijobamba. Diese fließt auf ihren letzten 5,5 Kilometern nach Osten.

## Einzugsgebiet
Der Río San Sebastian entwässert ein Areal von etwa 268 km² am Ostrand der peruanischen Westkordillere. Das Einzugsgebiet des Río San Sebastian erstreckt sich über Teile der Distrikte Sarín (Provinz Sánchez Carrión) und Sitabamba (Provinz Santiago de Chuco). Es grenzt im Nordosten und im Südosten an das des Río Marañón, im Südwesten an das des Río Tablachaca sowie im Westen und im Nordwesten an das des Río Sarín.